# Mont Haddington
El Mont Haddington és un volcà de 1.630 metres d'altitud format al Miocè i que es troba a l'Illa James Ross a l'Antàrtida. Té 60 quilòmetres d'ample i ha tingut nombroses erupcions subglacials durant la seva història, formant-ne moltes tuyas. Algunes de les seves erupcions són més voluminoses del que és habitual. A la zona es troben diferents línies de costa fruit d'antigues erupcions i que formen profunds i erosionats flancs.